# ヤーコプ・ケトラー

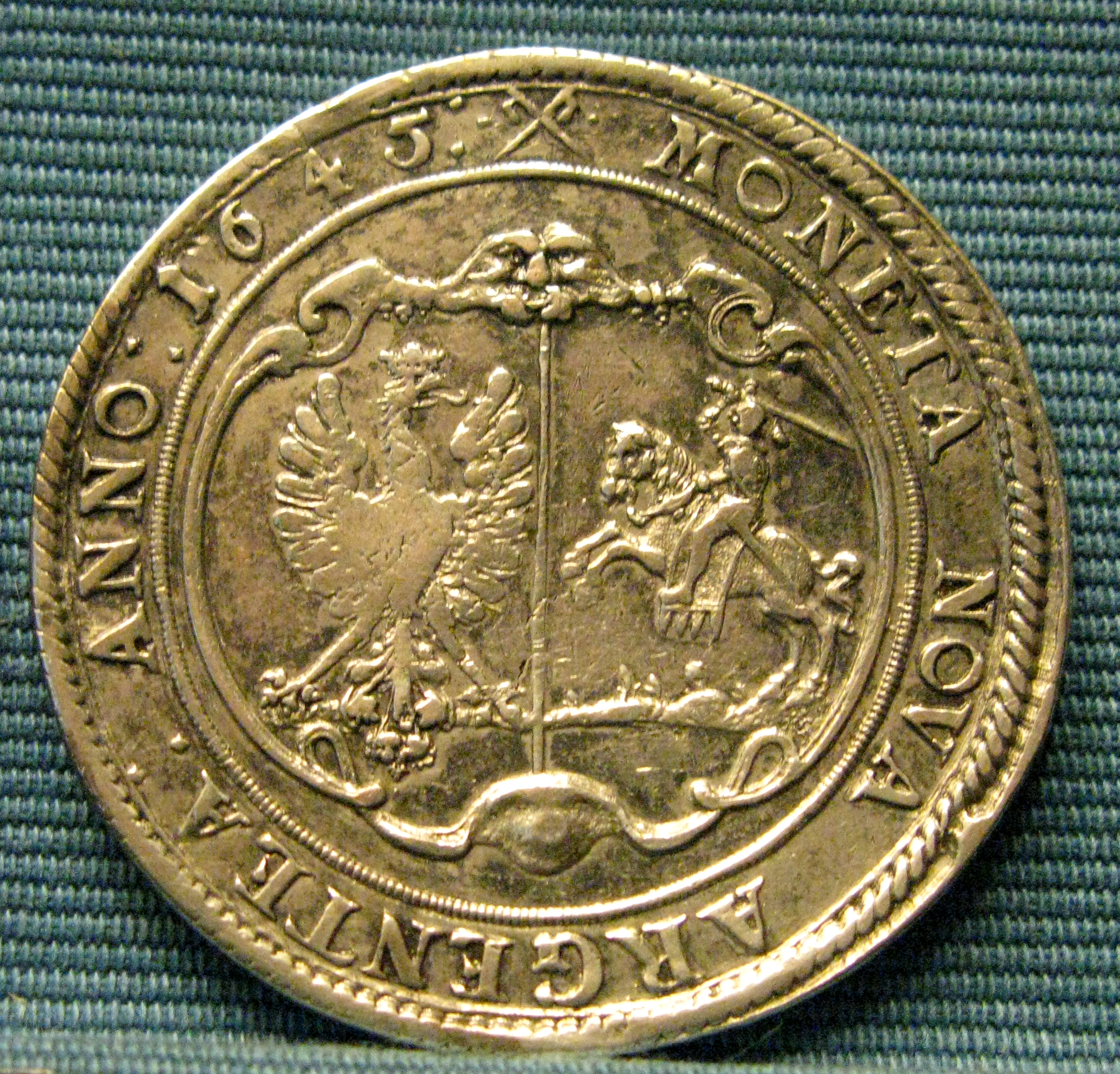
ヤーコプ・ケトラーが1645年から発行したターラー貨幣

ヤーコプ・ケトラー（ドイツ語: Jacob Kettler、1610年10月28日 - 1682年1月1日）は、クールラント・ゼムガレン公（在位：1642年 - 1682年）。その治世にクールラント公国は最も豊かになり、植民事業にも着手した。

## 生涯
ヤーコプはヴィルヘルム・ケトラーとプロイセン公アルブレヒト・フリードリヒの娘ゾフィーとの間の長男として、ゴルディンゲン（クルディーガ）に生まれた。イングランド王ジェームズ1世がヤーコプの名付け親となった。父ヴィルヘルムは兄と公国を分割して東部地域を統治していたが、1616年に公爵の座を追われて亡命した。ヤーコプは1642年、子供のいない伯父フリードリヒ・ケトラーの後継者としてクールラントに戻り、公爵となった。
ヤーコプの治世中、クールラントはネーデルラント、イングランド、フランス、さらにはポルトガルとも貿易を行うようになった。1651年、彼は西アフリカのガンビア川に商船隊を送り込み、川に浮かぶ聖アンドレ島に「ヤーコプ要塞」を建造させた。また1654年には45門のカノン砲を搭載し、24名の官吏、124名のクールラント兵士、入植者の家族80組を乗せた2層の甲板をもつ戦艦を西インド諸島に差し向け、トバゴ島を征服した。トバゴの入植地は「ノイ・クールラント（新クールラント）」と名付けられた。
ヤーコプは北方戦争の最中の1658年から1660年にかけて、スウェーデン軍に捕らえられていた。この時期、ヤーコプの獲得した植民地は失われ、公国の商船隊も破壊された。戦争が終わるとヤーコプは商船隊を再建し、オランダ人からトバゴ島を取り戻した。一説によれば、彼は当時発見されたばかりで、敵対関係にあったネーデルラントがその領有を主張していたオーストラリアを自国の植民地にしようと考えていたという。ヤーコプのこのオーストラリア征服計画は教皇インノケンティウス10世から祝福されたが、教皇はすぐに死んでしまい、後継の教皇は彼の計画を支援する気が無かった。
ヤーコプは大選帝侯と称されたブランデンブルク選帝侯フリードリヒ・ヴィルヘルムの義兄弟であった。フリードリヒ・ヴィルヘルムは北方戦争の結果、ポーランドの主権下から脱したが、ヤーコプも同様にポーランドから主権の確立を目指したが、ヤーコプがスウェーデン軍に囚われていたこともあり、最終的には失敗した。ヤーコプの時代はクールラント公国の最盛期でもあったが、公国の宗主国であるポーランド・リトアニア共和国で大洪水時代という未曾有の戦争が始まり、公国もそれに巻き込まれる形となった。戦争終結にともなってトバゴ島を回復したが、その他の植民地を失い、公国は2度と戦争前の経済的繁栄を取り戻すことは出来なかった。ヤーコプは1682年の正月にミタウ（イェルガヴァ）で亡くなった。

## 子女
1645年、ブランデンブルク選帝侯ゲオルク・ヴィルヘルムの娘ルイーゼ・シャルロッテと結婚した。妻との間に5男4女の9人の子女をもうけた。
- ルイーゼ・エリーザベト（1646年 - 1690年） - 1670年、ヘッセン＝ホンブルク方伯フリードリヒ2世と結婚
- ラディスラウス・フリードリヒ（生没年不明、夭折）
- クリスティーナ（生没年不明、夭折）
- フリードリヒ・カジミール（1650年 - 1698年） - クールラント公
- シャルロッテ・マリー（1651年 - 1728年） - ヘルフォルト女子修道院長
- マリア・アマーリア（1653年 - 1711年） - 1673年、ヘッセン＝カッセル方伯カールと結婚
- カール・ヤーコプ（1654年 - 1676年）
- フェルディナント（1655年 - 1737年） - クールラント公
- アレクサンダー（1658年 - 1686年）